# Orangozinho
Orangozinho est une île de la Guinée-Bissau située dans l'archipel des Bijagos.